# Лергуца (Молдова)
Лергуца (рум. Lărguţa) — село в Кантемірському районі Молдови. Утворює окрему комуну.